# HD 2638
HD 2638は、くじら座の方角にある10等級の連星である。主星は、太陽と類似した恒星である。小さな望遠鏡を用いて見ることができる。

## 星系
HD 2638から839秒離れた位置にあるHD 2567は、HD 2638とほぼ同じ固有運動をしており、99%の信頼度でこの二つの恒星が連星だとされた。しかし、年周視差を基に地球からの距離を計算すると、両者の実際の距離はおよそ7光年となり、重力的に結びついているとは考えづらい。
2015年、補償光学を用いた高空間分解能の観測によって、HD 2638から0.5秒離れた位置に別の恒星が発見された。二星の位置関係の時間経過を調べると、一緒になって運動しているとわかり、連星であることがわかった。

## 惑星系
2005年にジュネーブ系外惑星探索によって、太陽系外惑星HD 2638 bの発見が公表された。
| 名称 （恒星に近い順） | 質量      | 軌道長半径 （天文単位） | 公転周期 (日)   | 軌道離心率 | 軌道傾斜角 | 半径 |
| --------------------- | --------- | ----------------------- | --------------- | ---------- | ---------- | ---- |
| b                     | > 0.48 MJ | 0.044                   | 3.4442 ± 0.0002 | 0          | —          | —    |